# Chanoy
Chanoy é uma comuna francesa na região administrativa de Grande Leste, no departamento de Haute-Marne. Estende-se por uma área de 2,1 km². Em 2010 a comuna tinha 126 habitantes (densidade: 60 hab./km²).